# Desmanthus glandulosus
Desmanthus glandulosus är en ärtväxtart som först beskrevs av Billie Lee Turner, och fick sitt nu gällande namn av Luckow. Desmanthus glandulosus ingår i släktet Desmanthus och familjen ärtväxter. Inga underarter finns listade i Catalogue of Life.